# Heart (álbum de Heart)
Heart es el octavo álbum de estudio de la banda estadounidense Heart. Fue lanzado en 1985 y se convirtió en un éxito comercial para la agrupación, especialmente por los éxitos radiales "If Looks Could Kill", "What About Love", "Never" y "These Dreams".

## Lista de canciones
1. If Looks Could Kill – 3:4nel
2. What About Love – 3:41
3. Never – 4:07
4. These Dreams – 4:15
5. The Wolf – 4:03
6. All Eyes – 3:55
7. Nobody Home – 4:07
8. Nothin' at All – 4:13
9. What He Don't Know – 3:41
10. Shell Shock – 3:42

## Personal
- Ann Wilson
- Nancy Wilson
- Howard Leese
- Denny Carmassi
- Mark Andes